# Brácsaverseny (Bartók)
Bartók Béla Brácsaversenyét (Sz. 120, BB 128) 1945 júliusában-augusztusában írta a New York államban levő Saranac Lake-ben, miközben már a leukémia utolsó állapotában szenvedett. A mű William Primrose brácsaművész felkérésére készült, és a III. zongoraversennyel együtt ez is befejezetlen maradt. Serly Tibor által befejezett posztumusz brácsavereny bemutatójára 1949. december 2-án került sor William Primrose előadásában Doráti Antal vezénylete mellett Minneapolisban.

## Keletkezéstörténet
William Primrose 1944 telén kérte fel Bartókot egy brácsaverseny megírására. Több levélváltás után egy 1945. szeptember 8-i levelében Bartók jelezte, már szinte kész a művel, csak a hangszerelés maradt még hátra. A fennmaradt vázlatok alapján azonban lehetséges, hogy ez nem teljesen így volt.

### A műalkotásról, a befejezetlenség problémájáról
Serly Tibor a New York Times-ban 1949. december 11-én írott cikkében kifejtette a rekonstrukció problémáit, többek között azt, hogy maga Bartók a versenyművet szinte befejezettnek tekintette, amelyből csak a hangszerelés „merőben gépies munkája” hiányzik.
Ez derül ki abból a Bartók-levélből is, amelyet kevéssel halála előtt írt William Primrose-nak:
„Nagy örömömre szolgál, hogy közölhetem Önnel, hogy a Brácsaverseny vázlatai elkészültek, így most már csak a partitúrát kell elkészíteni, amely már csak puszta mechanikai munka – mondhatjuk. Ha semmi nem jön közbe, akkor 5–6 héten belül kész vagyok, és el tudom küldeni a partitúrát október 2. felében, és néhány hét múlva a zongorakivonat másolatát is. (Ha kívánja, többet is.)
Sok érdekes probléma merül fel ennek a műnek a komponálásakor. A hangszerelésnek áttetszőnek kell lennie, sokkal inkább, mint a Hegedűversenyben. Ugyanakkor a hangszerek komor, sötét hangulata, inkább férfias karaktere is befolyásolja a mű általános karakterét. A legmagasabb hang, amit használok a"', de  gyakran használok mély regisztereket is.
Egy inkább virtuóz stílust képzeltem el. Nagyon valószínű, hogy néhány állás kényelmetlen, vagy lejátszhatatlan lesz. Erről még később vitázhatunk az Ön benyomásai alapján.”
Erre azonban már nem kerülhetett sor, szeptember 26-án Bartók meghalt, és ily módon Primrose nem is remélte többé, hogy a brácsaversenyt kézhez kapja. Csak négy évvel a zeneszerző halála után értesült róla, hogy a mű mégis elkészült. A premierre végül 1949. december 2-án került sor Minneapolisban, Doráti Antal vezényletével, a koncert szólistája Bartókot a brácsaverseny megírására felkérő Primrose volt.

### A hátrahagyott vázlat
A brácsaversenyből 14 kottalapnyi anyag maradt hátra, melyről a következőket lehet tudni:
- Megtalálható az első tétel elejének korai, később nyilván elvetett felvázolása.
- A továbbiakból aránylag jól követhető az első tétel anyaga, a kihagyások itt analógiák alapján pótolhatók, még a hangszerelésre is akadnak megjegyzések.

A további tételek esetében viszont teljes a bizonytalanság:
- Van egy feltűnően rövid lassú, akad egy brácsaszólós bevezetőféle, valamilyen 2/4-es metrumban folytatódó, c-tonalitású zenéhez (az utolsó ütemnél Bartók jelezte, hogy 2/4 következik).
- Néhány lapon táncos finale körvonalai bontakoznak ki, s hátramaradt még egy lapnyi anyag, rejtélyes feljegyzésekkel.

Fontos ismérv a versenyművet illetően a Bartók által elkészült partitúra-vázlat „ajánlása”. Bartók a koncertet eredetileg négytételesre tervezte, ahol egy súlyosabb Allegrót egy Scherzo, azt egy rövidebb lassú tétel, majd egy Allegrettóval kezdődő Finale, amelynek tempója folyamatosan Allegro Moltóvá gyorsul. Az első tétel kivételével mindegyiket egy ritornell vezette volna be. A fennmaradt vázlatok azt mutatják, hogy később a Scherzo és a lassú tétel helyet cseréltek, ennek nyilvánvalóan az volt az oka, hogy a Scherzo átvezetésként szolgálhat a fináléhoz.
A vázlatok tartalmazzák a zeneszerző által elképzelt koncert várható időtartamát is: az első tétel 10'20", a második tétel 5'10", a harmadik tétel 4'45", összesen 20'15", valamint megerősítette a megváltoztatott háromtételes formát.

### Változatok egy témára
A műnek több befejezése is keletkezett. Az egyiket Bartók tanítványa, Serly Tibor készítette 1945 és 1949 között, ebben az formában ismerte meg ötven éven keresztül a világ, majd a következő verziót 1992-ben Erdélyi Csaba magyar származású brácsaművész írta, ezután 1995-ben Bartók Péter–Paul Neubauer–Nelson Dellamaggiore készítette el a harmadik változatot.
Serly Tibor úgy gondolta, legjobb, ha hagyományos háromtételes művet teremt, lassú középső tétellel. Noha tapintatosan járt el, szinte biztos, hogy az általa létrehozott kompozíció nem tükrözi Bartók eredeti szándékát. Az például egészen bizonyos, hogy az említett „bevezetőfélét” Bartók nem a lassú elé szánta.
Sokan „inautentikussággal” vádolták meg Serly munkáját. Ezért készült egy másik befejezés 1995-ben, a Bartók Péter–Paul Neubauer–Nelson Dellamaggiore hármas által. Ez a változat elsősorban a hangszerelésében más, de láthatunk eltéréseket az egyes töredékek elhelyezését illetően, illetve új, eddig ismeretlen részek kerültek be a műbe. A szerkesztők azt viszont elismerik, hogy Serly változtatásainak egy része az előadhatóságra vonatkozott; olyan dolgok, amelyeket valószínűleg Bartók is kijavított volna.
A Naxos kiadó 8.554183-as számú CD-felvétele mind a két verziót tartalmazza.
Erdélyi Csaba magyar származású mélyhegedűművész is készített egy rekonstrukciót (1992), ez „inspirálta” Bartók Péteréket a saját verziójuk létrehozására, amely az elemzők nagy része szerint a legközelebb állhat Bartók elképzeléseihez. Sajnos jogi problémák miatt – Bartók Péter nem adta rá áldását – jelenleg csak olyan helyeken adható elő (ilyen például Új-Zéland), ahol a szerzői jogvédelem már lejárt. A mű premierje 2002-ben volt.

## Formai felépítése
Bartók Brácsaversenye három tételes, a tételek a következők:
1. Moderato - Lento parlando
2. Adagio religioso - Allegretto
3. Allegro vivace

A mű hangvételét tekintve a 3. zongoraversenyhez hasonlít: harmonikus, nyugodt, kissé elégikus. Ezen paraméterek egyébként Bartók összes művében megfigyelhető, de csak élete vége felé került túlsúlyba a zenéjében. A tételek címei a hagyományos, Serly Tibor féle rekonstrukciót tükrözik. A Erdélyi Csaba rekonstrukciójában a második tétel jelölése Lentora változott. Bartók Péterék féle rekonstrukcióban a tételek a következőek: Allegro moderato, Lento, (Finale) Allegretto.

### Moderato – Lento parlando
A versenymű első tétele hagyományos szonátaforma. Fő dallamát a szólóbrácsa mutatja be s csak ez után következik a tulajdonképpeni szonátatétel, amelynek metrikája hol barokk-, hol népdal-utánérzést kelt az emberben. A kidolgozási részben rézfúvók kontrapunktja szól, majd a mélyhegedű kadenciája vezet a visszatéréshez, amely a fuvolán és kürtön felhangzó főtémát már a kadencia alatt megszólaltatja.

### Adagio religioso – Allegretto
Attacca következik a második tétel, éjszaka zenéinek szintén szép példája. Utána egy rövid Allegretto szakasz következik, ami aztán átvezet a következő tételbe.

### Allegro vivace
Ez a tétel mutat a leginkább Bartók szerzőségére, barbártáncos-motorikus-népzenei hangja jól ismert a komponista életművéből. Ebben a tételben a zenekar is megfelelően érvényesül, és a trió dudatáncának hangulatos muzsikája különösen alkalmas arra, hogy betetőzze a versenyművet.

## Érdekességek
Bartók kezdetben nem akarta elfogadni a felkérést, egyszerűen azért, mert szerinte a brácsa alkalmatlan szólóhangszernek, meggyőződését megváltoztathata, amikor Primrose előadásában hallhatta a kortárs angol zeneszerző,  William Walton: Brácsaversenyét, William Primrose 1944 márciusában játszotta a művet a Carnegie Hallban, Ormándy Jenő vezénylete mellett.
Másik, a műhöz kapcsolódó „legenda” szerint Primrose, a fentebb említett levél kézhezvétele után éppen Philadelphiából New Englandbe sietett, és elhatározta, hogy megáll New Yorkban Bartókot meglátogatni, de azon az esős Manhattani délutánon nem talált parkolóhelyet, ezért továbbhajtott. Két hét múlva, amikor visszafelé utazott, értesült, hogy Bartók Béla szeptember 26-án leukémiában elhunyt.

## Autográf anyagok
- Fogalmazvány, brácsa–zongora particella forma, vázlatokkal, Serly által felhasználatlan részletekkel, a hangszerelést előkészítő néhány Bartók jegyzettel (Bartók Péter gyűjteménye: 85FSS1; fakszimile kiadás: Bartók Records, 1995)
- Serly Tibor kéziratai: a partitúra lappang; lichtpaus tisztázatok:

1. Brácsa–zongorakivonat, 1947. december 15. dátummal (lichtpaus másolattal)
2. Brácsaszólam (lichtpaus másolat, William Primrose közreadása)
3. Csellószólam Serly Csellóverseny verziójához (Bartók Péter gyűjteménye: 85TVaP1-VaID1-TVaFC1-CID1)